# Juan Carlos Navarro Feijoo
|  | Per a altres significats, vegeu «Juan Carlos Navarro (polític)». |

Juan Carlos Navarro i Feijoo, conegut amb el sobrenom de «La bomba» (Sant Feliu de Llobregat, Baix Llobregat, 13 de juny de 1980) és un exjugador català de bàsquet que va jugar pràcticament tota la seva carrera esportiva al Futbol Club Barcelona. Jugant d'escorta, destacava pel seu joc explosiu, el seu excel·lent tir exterior i la seva velocitat.
Nascut a Sant Feliu de Llobregat (Barcelona), el 13 de juny de 1980. Amida 192 cm i pesa 91 kg. Ha desenvolupat gairebé tota la seva carrera esportiva al FC Barcelona, club al qual va ingressar quan era petit.
Va debutar com professional a la Lliga ACB, al Barça amb el primer equip, el 23 de novembre de 1997, amb tot just 17 anys, quan Joan Montes n'era l'entrenador. El 1999, formant part de la primera plantilla del Barcelona, es va convertir en un destacat jugador de la selecció estatal, formant part de la «Generació dels Júniors d'Or», que va donar la gran sorpresa al Campionat del Món Júnior de Lisboa '99, aconseguint proclamar-se campions del món en derrotar a la final els Estats Units. Juan Carlos Navarro, a més, va ser designat el millor jugador del torneig.
A la temporada 2001-2002 va ser seleccionat en els drafts de l'NBA (a la segona ronda amb el número 40) per Washington, però va preferir quedar-se al Barça. Abans de començar la temporada 2005-06 va renovar el seu contracte amb el FC Barcelona per 4 anys i després del naixement de la seva filla Lucía, de moment va aparcar el salt a l'NBA.
El dia 3 de juliol de 2007, Juan Carlos Navarro va acordar el seu salt a l'NBA amb Joan Laporta que va atorgar-li una inesperada rebaixa en la seva clàusula de rescissió, que ell mateix s'havia de pagar, de deu a tres milions d'euros, pagable a terminis. Així va poder fitxar per Memphis Grizzlies, amb el suport de Pau Gasol, un dels seus millors amics. El seu sou va passar a ser de 560.000 dòlars anuals.
El 19 de juny de 2008, després d'una temporada de difícil adaptació als Memphis Grizzlies i els canvis a la directiva del Barça, va arribar a un acord amb el FC Barcelona, segons el qual hi tornava a jugar durant 5 temporades, per un sou d'uns 3 milions d'euros anuals, xifra que el converteix en el jugador de bàsquet més ben pagat de l'ACB i dels més ben pagats de les lligues europees.
Navarro, a la temporada del seu retorn, va aconseguir portar el Barça al títol de lliga i a la final four de l'Eurolliga. Amb Xavi Pascual a la banqueta, Navarro va fer uns grans números, i aconseguí la seva 5a lliga ACB, alhora que era nomenat MVP de la final de la lliga 2008-2009. El 2011 va esdevenir el jugador amb més títols de Copa del Rei, amb cinc, després que el Regal FC Barcelona guanyés el Reial Madrid a la final. També va esdevenir el màxim encistellador de la història de l'Eurolliga. Amb la victòria a la Lliga ACB 2013/14 va sumar el seu vuitè campionat de la lliga i es convertí en el jugador que més títols ACB té, superant així Andrés Jiménez i Ferran Martínez i Garriga.
El juliol de 2014 va ser inclòs pel seleccionador estatal Juan Antonio Orenga a la llista dels dotze jugadors que disputarien amb la selecció espanyola de bàsquet el Campionat del món de 2014. L'agost de 2017 va esdevenir el jugador amb més internacionalitats amb la selecció espanyola, amb 240, superant el rècord anterior d'Epi.

## Palmarès

### FC Barcelona

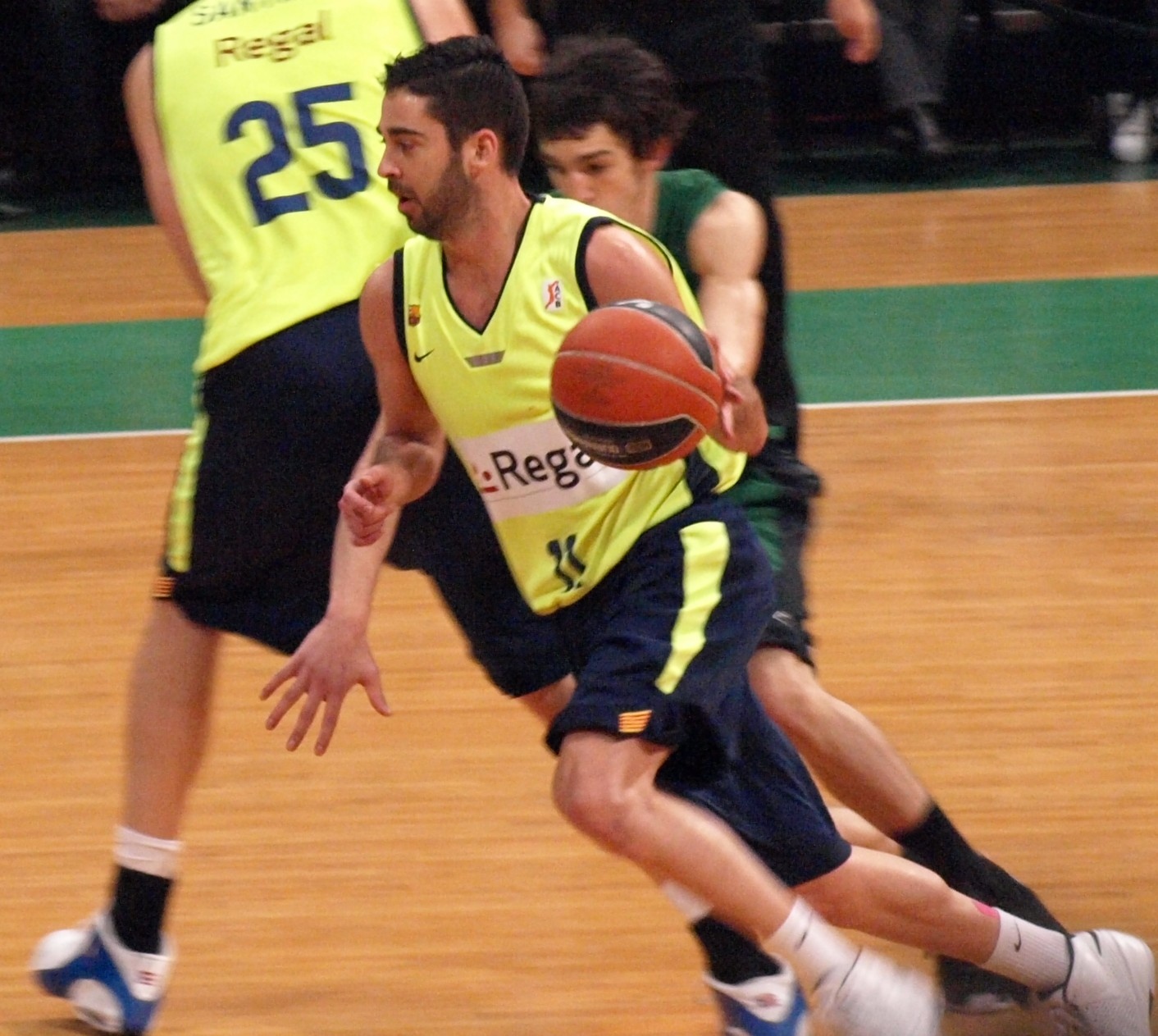
Juan Carlos Navarro durant un partit amb el Regal Barça.

- 2017-2018 Copa del Rei
- 2015-2016 Supercopa ACB
- 2013-2014 Lliga ACB[6]
- 2012-2013 Copa del Rei
- 2011-2012 Lliga ACB
- 2010-2011 Lliga ACB
- 2010-2011 Copa del Rei
- 2009-2010 Eurolliga
- 2009-2010 Copa del Rei
- 2009-2010 Supercopa ACB
- 2009-2010 Lliga Catalana
- 2008-2009 Lliga ACB
- 2006-2007 Copa del Rei
- 2004-2005 Lliga Catalana
- 2004-2005 Supercopa ACB
- 2003-2004 Lliga ACB
- 2002-2003 Lliga ACB
- 2002-2003 Eurolliga
- 2002-2003 Copa del Rei
- 2000-2001 Lliga ACB
- 2000-2001 Copa del Rei
- 1998-1999 Lliga ACB
- 1998-1999 Copa Korac

### Individual
- 1 MVP Final Four: 2010
- 1 MVP Euroleague: 2008-2009
- 1 MVP ACB: 2005-2006
- 3 MVP Final ACB: 2009, 2011, 2014
- 2 MVP Final Supercopa d'Espanya: 2009, 2011[7]
- 1 Mr. Europa: 2010[8]

### Selecció espanyola
- 1998: Eurobasket Júnior de Varna: Medalla d'or.
- 1999: Campionat del Món Júnior de Lisboa: Medalla d'or.
- 2001: Eurobasket de Turquia: Medalla de bronze.
- 2003: Eurobasket de Suècia: Medalla de plata.
- 2006: Campionat del Món del Japó: Medalla d'Or.
- 2007: Eurobasket d'Espanya: Medalla d'Argent.
- 2008: Jocs Olímpics de Beijing: Argent
- 2009: Eurobasket de Polònia: Medalla d'Or.
- 2011: Eurobasket de Lituània: Medalla d'Or.